# Göran Claesson (Stiernsköld)
Göran Claesson (Stiernsköld), född 1552, död 18 augusti 1611 i Kattnäs socken, var en militär och riksråd. Han var far till Nils Stiernsköld. 

## Biografi
Göran Claesson stod på hertig Karls sida i kampen mot kung Sigismund. Han blev 1593 en av ståthållarna på slottet Tre Kronor i Stockholm och 1597 en av ståthållarna på Kalmar slott. 1598 överlämnades Kalmar till Sigismund. Göran Claesson fängslades och fördes till Polen, men frigavs senare. Han tillhörde 1601 och 1605 de svenska förhandlandlingsdelegationerna i fredsförhandlingarna med Ryssland. Claesson var ståthållare på Älvsborgs slott 1606. Gift 1575 med Kerstin Hansdotter (Bielkenstierna). Hans barn antog namnet Stiernsköld efter ättens vapen.